# 福者
福者（ふくしゃ、ラテン語: beātus (男性形), beāta (女性形), 英語: Blessed）は、カトリック教会において、死後その徳と聖性を認められた者に与えられる称号。この称号を受けることを列福という。その後、さらに列聖調査がおこなわれて聖人に列せられることもある。

## 福者とされるまで
選考には二段階の審査を経る。まず第一段階では、管区大司教により生前の功績や残された著書が調査される。殉教者以外は、功績の中に奇跡の取次ぎがあった方が望ましい。第二段階では、列聖省で調査が行われ、最終的にローマ教皇によって列福宣言がされる。通例、これらの手続きには早くても本人の死後数十年を要する。ただし、生前から聖女とたたえられたマザー・テレサ、長期にわたる在位で全世界を司牧し、信徒のあいだで圧倒的な人気のあったヨハネ・パウロ2世など、死後数年にして列福された例もあり、この点は生前の人望や人気に左右される性質のものである。ヨハネ・パウロ2世の列福の手続きが異例の早さで進められたのは、後継教皇のベネディクト16世の意向が強く働いていた。
福者に対する信心は、殊に関係の深い地域の教会での典礼において許可されている。ただし全世界の教会の典礼で公的に記念する義務はない。
すべての福者はその記念日を持っており、通常は当人が死去した日をそれに当てる。

## カトリック教会以外での用法
正教会での至福者・至福女（the Blessed） は聖人の称号のひとつであり、ローマ・カトリックで言う福者とは意味が異なる。たとえば正教ではアウグスティヌスを「福アウグスティン」と呼ぶが、この「福」はカトリック教会におけるような福者の意ではなく、聖人の称号の一つである。正教には「列福」「列聖」といった段階も存在しない。

## 著名な福者
- ドゥンス・スコトゥス：哲学者・神学者
- アンジェリコ
- ヤコブス・デ・ウォラギネ
- ペトロ岐部と187殉教者：日本人殉教者
- 中浦ジュリアン：司祭、日本人殉教者
- ディオゴ結城：司祭、日本人殉教者
- ニコラオ永原ケイアン：日本人殉教者
- カール1世 (オーストリア皇帝)
- ニコラウス・ステノ
- アンナ・カタリナ・エンメリック
- 高山右近：日本人殉教者
- アルバロ・デル・ポルティーリョ：司教
- カルロ・アクティス